# Рождество (Лотошинский район)
Рождество — деревня в Лотошинском районе Московской области России.
Относится к городскому поселению Лотошино, до реформы 2006 года относилась к Кировскому сельскому округу. Население — 28 чел. (2010).

## География
Расположена в северной части городского поселения, примерно в 8 км к северу от районного центра — посёлка городского типа Лотошино, на восточном берегу озера Алпатово. На территории находится база охотхозяйства. Соседние населённые пункты — деревни Павловское и Клетки, а также Хилово и Хмелевки сельского поселения Микулинское.

## Исторические сведения
На карте Тверской губернии 1850 года А. И. Менде — Рожествена.
По сведениям 1859 года Рожество — деревня Татьянковской волости Старицкого уезда Тверской губернии (Ново-Васильевский приход) в 44 верстах от уездного города, на возвышенности, при озере Алпатовском, с 32 дворами, 3 прудами, 7 колодцами и 251 жителем (109 мужчин, 142 женщины).
В «Списке населённых мест» 1862 года — владельческое сельцо 2-го стана Старицкого уезда по Волоколамскому тракту, при озере Рожестве, с 17 дворами и 231 жителем (108 мужчин, 123 женщины).
В 1886 году — 45 дворов, 296 жителей (146 мужчин, 150 женщин), 47 семей.
В 1895 году в память об освобождении крестьян от крепостной зависимости в деревне была построена не сохранившаяся каменная часовня, приписанная к церкви в Нововасильевском.
В 1915 году насчитывалось 58 двора, а деревня относилась к Федосовской волости.
С 1929 года — населённый пункт в составе Лотошинского района Московской области. До 1939 года — центр Рождественского сельсовета.

## Население
| 1859 | 1886 | 2002 | 2006 | 2010 |
| ---- | ---- | ---- | ---- | ---- |
| 231  | ↗296 | ↘24  | →24  | ↗28  |